# Loebliorylon ivani
Loebliorylon ivani is een keversoort uit de familie dwerghoutkevers (Cerylonidae). De wetenschappelijke naam van de soort werd in 2003 gepubliceerd door Stanislaw Adam Ślipiński.